# جیم کالینز (بازیکن فوتبال، زاده ۱۹۲۳)
جیم کالینز (انگلیسی: Jim Collins؛ ۷ نوامبر ۱۹۲۳ – ۲۷ مارس ۱۹۹۶) بازیکن فوتبال اهل بریتانیا بود.
از باشگاه‌هایی که در آن بازی کرده‌است می‌توان به باشگاه فوتبال وینسفورد یونایتد و باشگاه فوتبال بارو اشاره کرد.